# DQ (cantante)
DQ, pseudonimo di Peter Andersen (Næstved, 16 febbraio 1973), è un cantante danese.
Ha rappresentato la Danimarca all'Eurovision Song Contest 2007 con il brano Drama Queen.

## Biografia
Peter Andersen ha iniziato a cantare in locali della capitale danese a fine anni '90, e dal 2001 si esibisce come drag queen con lo psendonimo di DQ, acronimo di Drama Queen.
Il 10 febbraio 2007 DQ ha partecipato a Dansk Melodi Grand Prix, la selezione del rappresentante danese per l'Eurovision, cantando Drama Queen e venendo incoronata vincitrice dal televoto. Nella semifinale dell'Eurovision Song Contest 2007, che si è tenuta il successivo 10 maggio ad Helsinki, si è piazzata al 19º posto su 28 partecipanti con 45 punti totalizzati, non riuscendo a classificarsi per la finale. Il suo album di debutto, anch'esso intitolato Drama Queen, è uscito nella settimana dell'Eurovision e ha debuttato all'11ª posizione della classifica danese.

## Discografia

### Album in studio
- 2007 – Drama Queen

### Singoli
- 2007 – Drama Queen
- 2007 – From Earth to Earth
- 2015 – All with Love
- 2015 – Dance with the Stars
- 2016 – I'm Alive